# South Petherton
South Petherton est une ville et une paroisse civile du Somerset, en Angleterre. Elle est située sur le fleuve Parrett, à huit kilomètres à l'est de la ville d'Ilminster. Administrativement, elle relève du district de South Somerset. Au moment du recensement de 2011, elle comptait 3 367 habitants.

## Étymologie
Le nom Petherton signifie « domaine sur la Parrett », du nom du cours d'eau auquel est suffixé le vieil anglais tūn « ferme, domaine ». Une autre localité du Somerset porte le nom de North Petherton. South Petherton figure dans le Domesday Book sous la forme Sudperetone.

## Jumelages
- Javené (France) depuis 2008.